# Choose Connor
Choose Connor è film del 2007 diretto da Luke Eberl.

## Riconoscimenti
- 2007 - CineVegas International Film Festival
  - Nomination Gran Premio della Giuria al Miglior film
- 2007 - Rome Film Fest
  - Nomination AAMS Public Prize
- 2007 - Woodstock Film Festival
  - Nomination Premio della Giuria al Miglior film
- 2008 - Boulder International Film Festival
  - Nomination Gran Premio della Giuria al Miglior film
- 2008 - L.A. Outfest
  - Nomination Outstanding American Narrative Feature
- 2008 - Method Fest
  - Nomination Miglior film
- 2008 - Newport Beach Film Festival
  - Nomination Miglior film
- 2008 - Omaha Film Festival
  - Nomination Miglior film
- 2008 - Philadelphia Film Festival
  - American Independents Award
- 2008 - Seattle International Film Festival
  - Nomination Gran Premio della Giuria al Miglior film
- 2010 - Byron Bay International Film Festival
  - Nomination Miglior film
- 2010 - NewFilmmakers New York
  - Nomination Miglior film
- 2011 - NewFilmmakers Los Angeles
  - Nomination Miglior film